# Шестаково (городской округ Шаховская)
Шестаково — деревня в городском округе Шаховская Московской области России.

## Название
Прежнее название  — Шестакова.

## География
Расположена в северной части округа, примерно в 3 км к северу от районного центра — посёлка городского типа Шаховская, на берегу реки Лоби и впадающей в неё реки Кизель. Южнее — автодорога «Балтия» М9, западнее — Р90. На территории зарегистрировано одно садоводческое товарищество. 
Соседние населённые пункты — деревни Гаврино, Гордино, Лобаново и Павловское. 

## История
В 1769 году Шестакова — деревня Хованского стана Волоколамского уезда Московской губернии, владение премьер-майора, князя Петра Алексеевича Шаховского. В деревне 13 дворов и 51 душа.
В середине XIX века деревня Шестаково относилась ко 2-му стану Волоколамского уезда и принадлежала князю Шаховскому. В деревне было 20 дворов, крестьян 87 душ мужского пола и 98 душ женского.
В «Списке населённых мест» 1862 года — владельческое сельцо 1-го стана Волоколамского уезда Московской губернии по правую сторону Московского тракта, шедшего от границы Зубцовского уезда на город Волоколамск, в 25 верстах от уездного города, при колодце, с 23 дворами и 183 жителями (87 мужчин, 96 женщин).
До 1924 года входила в состав Муриковской волости. Постановлением президиума Моссовета от 24 марта 1924 года Муриковская волость была включена в состав Судисловской волости.
В материалах Всесоюзной переписи населения 1926 года фигурируют два населённых пункта Городковского сельсовета:
- Новое Шестаково, 73 жителя (35 мужчин, 38 женщин), 18 крестьянских хозяйств;
- Старое Шестаково, 307 жителей (133 мужчины, 174 женщины), 60 крестьянских хозяйств[9].

С 1929 года — населённый пункт в составе Шаховского района Московской области.
1994—2006 гг. — деревня Судисловского сельского округа Шаховского района.
2006—2015 гг. — деревня городского поселения Шаховская Шаховского района.
2015 г. — н. в. — деревня городского округа Шаховская Московской области.

## Население
| 1859 | 1926 | 2002 | 2006 | 2010 |
| ---- | ---- | ---- | ---- | ---- |
| 183  | ↗380 | ↘20  | ↗40  | ↗43  |

## Инфраструктура
Личное подсобное хозяйство с зоной сельскохозяйственного использования, индивидуальная застройка усадебного типа.
В 1913 году — 44 двора, имение Е. А. Штенгель.

## Транспорт
Автобусное сообщение с райцентром. Остановка общественного транспорта «Шестаково».